# Order Lwa Norweskiego
Order Lwa Norweskiego (norw. Den Norske Løve) – najwyższe odznaczenie Królestwa Norwegii w latach 1904–1952.

## Historia
Order został ustanowiony 21 stycznia 1904 przez króla Szwecji i Norwegii Oskara II w dzień jego 75. urodzin "ku pamięci zdarzeń, jakie się kojarzą ze starożytnym herbem Norwegii" i nadawany był tylko przez rok, do rozwiązania unii szwedzko-norweskiej w roku 1905. Według statutów order przysługiwał od urodzenia wszystkim książętom krwi panującej dynastii Bernadotte, oprócz nich mógł być nadany tylko 12 poddanym Unii Szwedzko-Norweskiej, przy nieograniczonej liczbie nadań dla cudzoziemców, a więc miał posiadać typowy charakter zakonu rycerskiego. Warunkiem nadania go poddanym norweskim było uprzednie posiadanie Wielkiego Krzyża orderu św. Olafa. Nadań dla kobiet nie przewidziano. Tworząc ten order król Oskar chciał znaleźć rozwiązanie dla sprawy precedencji na wspólnym dworze królewskim szwedzko-norweskim, gdyż dotychczas kawalerowie szwedzkiego Orderu Serafinów, jako starszego, mieli przy ceremoniach pierwszeństwo przed kawalerami norweskiego Orderu św. Olafa. Oskar II spotkał się przy głosowaniu w Stortinget nad ustawą o nowym odznaczeniu z dużym oporem, ustawa przeszła większością tylko 8 głosów (62 za, 54 przeciw).
Ze względu na rozwiązanie unii szwedzko-norweskiej w roku 1905 Oskar II nie zdążył nadać orderu Lwa ani jednemu Norwegowi. Nowy król Norwegii z dynastii duńskiej, Haakon VII pozostający formalnym wielkim mistrzem, nie zniósł orderu Lwa (być może dlatego, że jednym z odznaczonych był jego dziadek, Chrystian IX), nie nadając go wprawdzie i pozostawiając go w norweskim almanachu dworskim aż do 11 marca 1952.

## Insygnia

Rozetka orderowa

Order był jednoklasowy i noszony przy uroczystych okazjach na bardzo drogocennym (450 gramów złota 18-karatowego) wielkim łańcuchu, składającym się z 17 członów, 9 ukoronowanych monogramów królewskich "O II" i 8 figur lwa norweskiego. Oznaką orderu był ukoronowany owalny medalion z lwem norweskim w czerwonym polu na awersie i z dewizą panowania Oskara II "Over Dybet mot Høiden" ("Z głębi do wysokości") na rewersie, wykonany także w złocie, waga 62 g. Gwiazda orderu (złoto, 93 g) to krzyż grecki, z zakończeniami ramion wzoru krzyża maltańskiego, z oznaką orderu otoczoną złotym łańcuchem z ukoronowanymi monogramami królewskimi. Wstęga orderu była granatowa z szerszymi czerwonymi i węższymi białymi obustronnymi bordiurami.
Ze względu na swą rzadkość order prawie nigdy nie pojawia się na rynku numizmatycznym. W sprzedaży ukazał się prawdopodobnie tylko egzemplarz prezydenta Loubeta, który w latach 50. XX wieku osiągnął wysoką jak na owe czasy sumę 56 000 $.

## Odznaczeni (lista pełna)
- 21 stycznia 1904 – Oskar II Bernadotte
- 21 stycznia 1904 – Gustaw Bernadotte
- 21 stycznia 1904 – Karol Bernadotte
- 21 stycznia 1904 – Eugeniusz Bernadotte
- 21 stycznia 1904 – Gustaw Adolf Bernadotte (ostatni żyjący kawaler)
- 21 stycznia 1904 – Wilhelm Bernadotte
- 21 stycznia 1904 – Eryk Bernadotte
- 27 stycznia 1904 – Wilhelm II Hohenzollern, cesarz niemiecki
- 5 kwietnia 1904 – Franciszek Józef I Habsburg, cesarz Austrii, król Węgier
- 10 września 1904 – Chrystian IX Glücksburg, król Danii
- 1 grudnia 1904 – Émile François Loubet, prezydent Francji